# Avió de passatgers amb motors de reacció

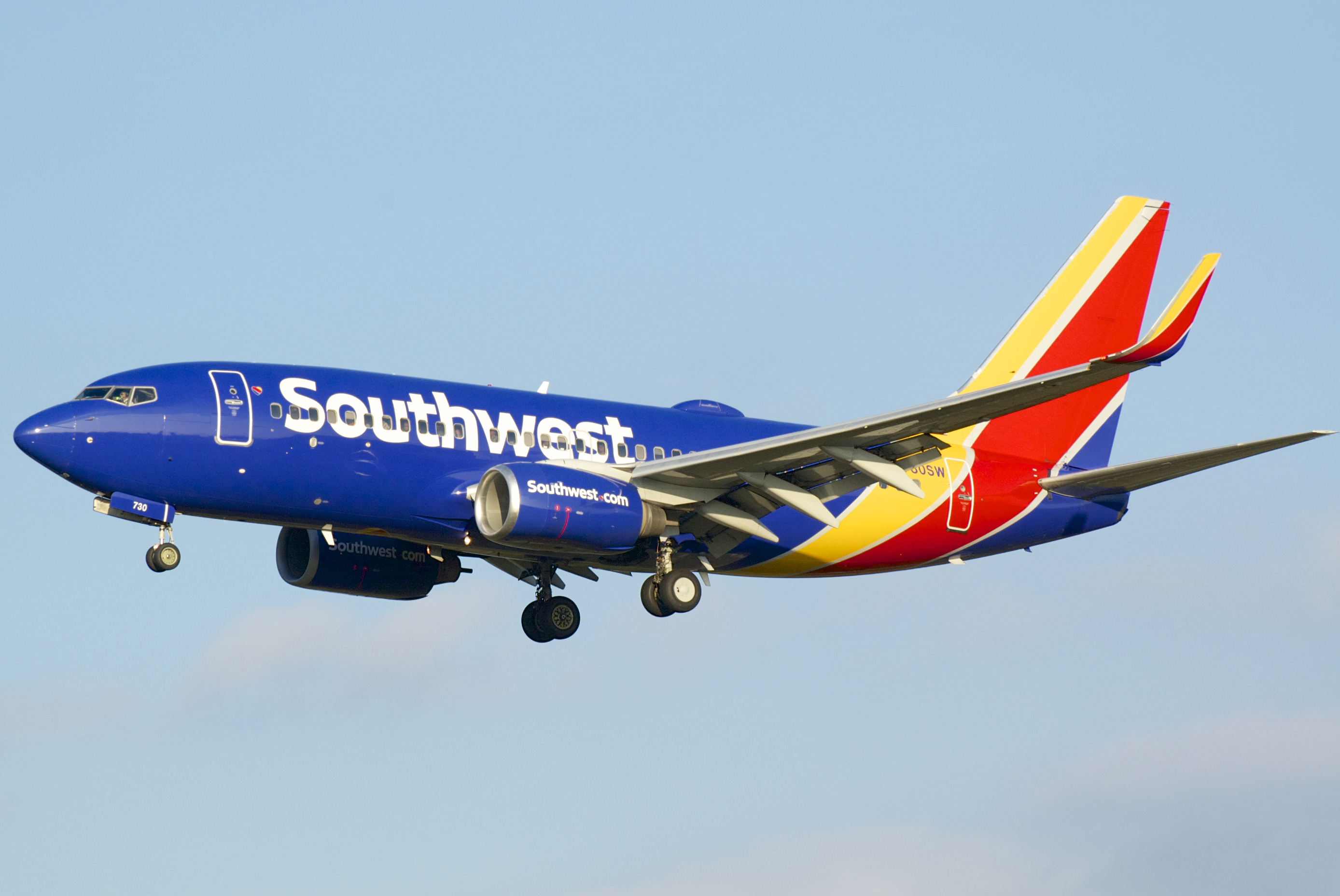
El Boeing 737 és l'avió de passatgers amb motors de reacció més comú

Un avió de passatgers amb motors de reacció (jet airliner, en anglès) és un avió de passatgers impulsat per motors de reacció. Els avions de passatgers solen tenir dos o quatre motors de reacció. Els trireactors foren populars durant la dècada del 1970, però actualment són poc habituals. Els avions de passatgers se solen classificar com a avions de fuselatge ample per a vols de llarg abast o avions de fuselatge estret.
Avui en dia, la majoria d'avions de passatgers fan servir motors de reacció perquè funcionen de manera segura a alta velocitat i generen prou empenyiment per propulsar avions d'alta capacitat. Els primers avions de passatgers amb motors de reacció, introduïts a la dècada del 1950, feien servir turboreactors, més senzills, però ràpidament foren substituïts per dissenys que feien servir turboventiladors, que són més silenciosos i cremen menys combustible.